# Forshaga (comuna)
Forshaga (em sueco: Forshaga kommun) é uma comuna da Suécia localizada no condado de Varmlândia. Sua capital é a cidade de Forshaga. Possui 348 quilômetros quadrados e segundo censo de 2018, havia 11 518 habitantes.